# Srnje
Srnje (en serbe cyrillique : Срње) est un village de Serbie situé sur le territoire de la Ville de Kruševac, district de Rasina. Au recensement de 2011, il comptait 781 habitants.

## Démographie

### Évolution historique de la population
| 1948 | 1953 | 1961 | 1971 | 1981 | 1991  | 2002 | 2011 |
| ---- | ---- | ---- | ---- | ---- | ----- | ---- | ---- |
| 770  | 834  | 941  | 979  | 964  | 1 009 | 912  | 781  |

|  |